# 约讷河畔库尔隆
約訥河畔库尔隆（法語：Courlon-sur-Yonne，法語發音：[kuʁlɔ̃ syʁ jɔn]）是法国勃艮第-弗朗什-孔泰大区约讷省的一个市镇，属于桑斯区。

## 地理
约讷河畔库尔隆（48°20'19"N, 3°9'55"E）面积16.73 平方千米，位于法国勃艮第-弗朗什-孔泰大區约讷省，该省份为法国中北部内陆省份，西接卢瓦雷省，西北接塞纳-马恩省，南至涅夫勒省，东临科多尔省，东北与奥布省接壤。
与约讷河畔库尔隆接壤的市镇（或旧市镇、城区）包括：巴佐什莱布赖、尚皮尼、塞尔博讷、塞日讷、维勒马诺什、维讷夫。

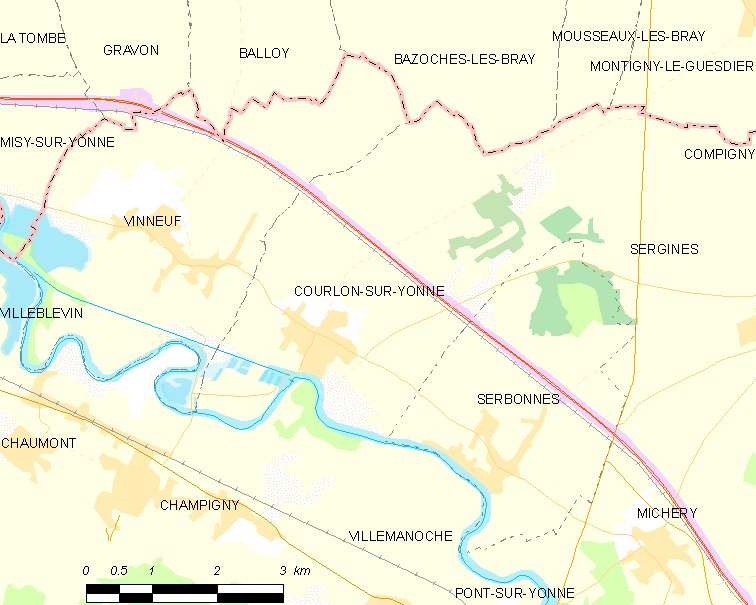
约讷河畔库尔隆的OSM定位图

约讷河畔库尔隆的时区为UTC+01:00、UTC+02:00（夏令时）。

## 行政
约讷河畔库尔隆的邮政编码为89140，INSEE市镇编码为89124。

## 政治
约讷河畔库尔隆所属的省级选区为奥勒斯河畔托里尼县。

## 人口

1962-2008年间约讷河畔库尔隆人口变化图示

约讷河畔库尔隆于2022年1月1日时的人口数量为1191人。